# Shaft en África
Shaft en África (en inglés: Shaft in Africa), es una película de acción estadounidense de 1973, dirigida por John Guillermin y protagonizada por Richard Roundtree en el papel de John Shaft. Es la tercera y última entrega de la trilogía original de Shaft.

## Argumento
John Shaft es reclutado para ir de incógnito a acabar con un red criminal que atrae a jóvenes africanos a Europa y luego los explota.

## Reparto
- Richard Roundtree ... John Shaft
- Frank Finlay 	... 	Amafi
- Vonetta McGee ... 	Aleme
- Neda Arneric 	... 	Jazar
- Debebe Eshetu ... Wassa
- Spiros Focás 	... Sassari
- Jacques Herlin ... Perreau